# Травяное желе

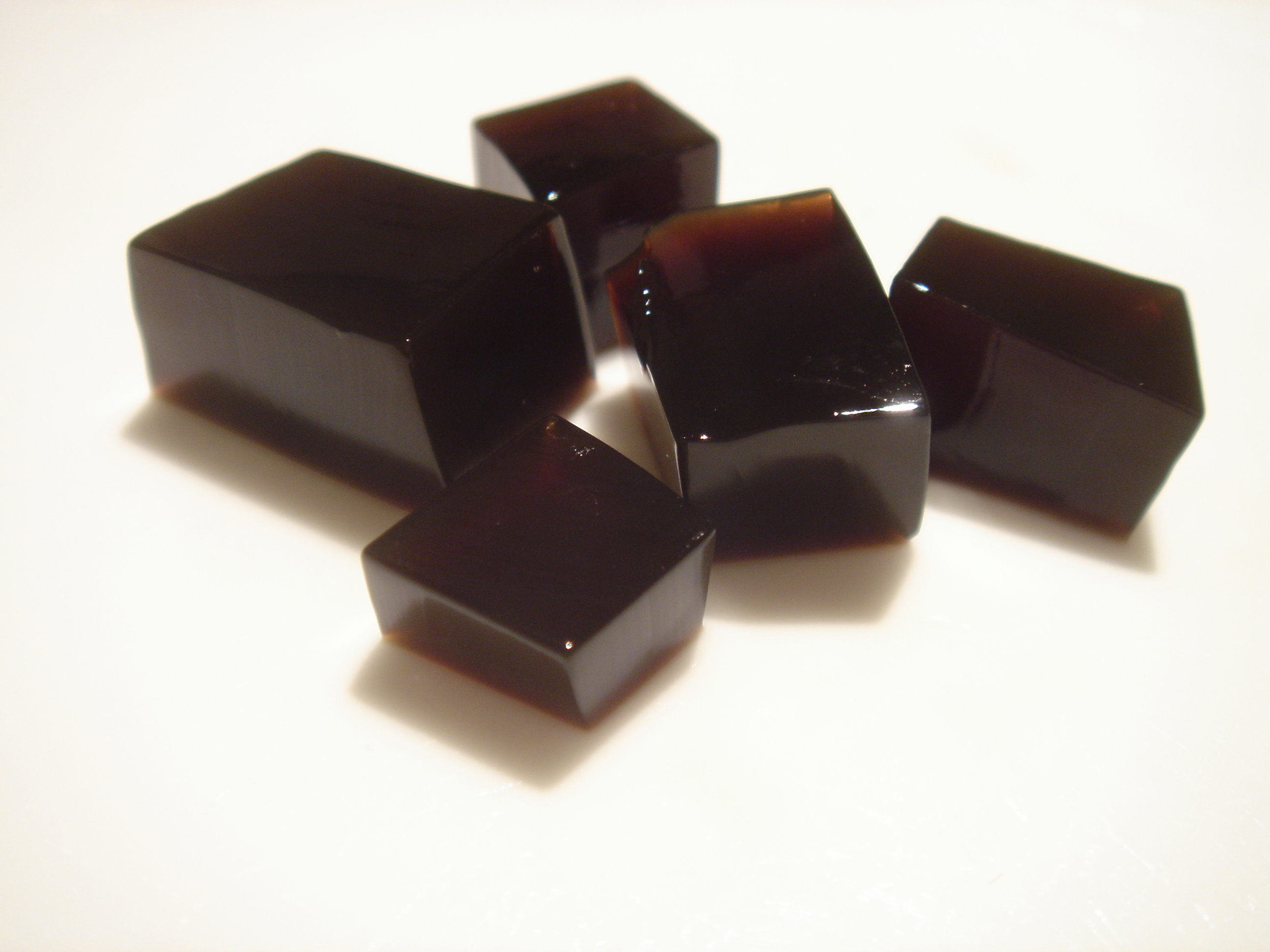
Травяное желе обычно нарезается кубиками со стороной примерно 1 см

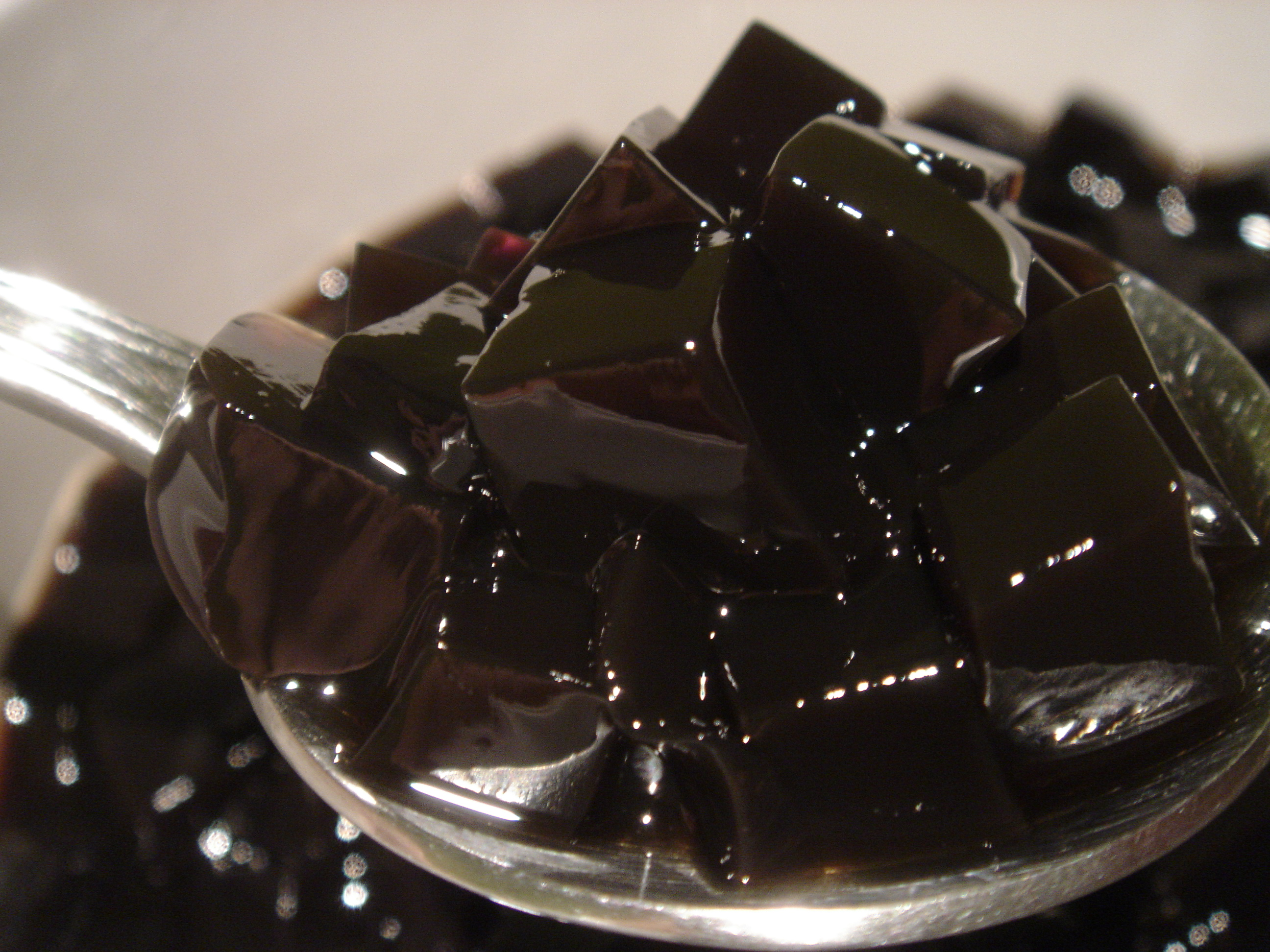
Кусочки травяного желе на ложке

Травяное желе (англ. Grass jelly) — десерт, употребляемый в пищу в Китае, на Тайване и в странах Юго-Восточной Азии. В азиатских супермаркетах оно продаётся расфасованным в пакетах или в канистрах.

## Изготовление
Травяное желе изготавливается путём кипячения слегка перебродивших листьев и стеблей Platostoma palustre (Mesona chinensis; трава из подсемейства котовниковые, в которое также входят мята, шалфей, базилик и розмарин) с карбонатом калия и небольшим количеством крахмала в течение нескольких часов. Затем жидкость сливается, а полученная желеобразная масса нарезается кубиками или другими формами. После этого желе можно небольшими кусками добавлять в сироп или соевое молоко, использовать для изготовления десертов или прохладительных напитков, употребляемых в жаркую погоду.
Само по себе травяное желе имеет слегка горьковатый вкус, йодистый аромат и блестящий чёрный цвет. Похожим образом в тех же регионах используют тапиоку.